# Miguel Curiel
Miguel Ángel Curiel Arteaga (Lima, 23 de marzo de 1988) es un futbolista peruano. Juega como delantero centro y su equipo actual es Santos de la Liga 2 de Perú. Tiene 37 años.

## Trayectoria

### Debut y primeros años
Comenzó su carrera en Sport Boys, equipo donde debutó profesionalmente en el Campeonato Descentralizado 2005. Luego tuvo cortas estancias por Universitario de Deportes y Alianza Atlético de Sullana.

### Santiago Morning
Para el 2019 ficha por el Santiago Morning del ascenso de Chile siendo la 3.ª experiencia en el extranjero. Cuando firmó por Morning, le llegó una oferta formal del Celaya de México y de la Serie B (Italia).

## Estadísticas
| Club                  | País        | Año       | Partidos | Goles |
| --------------------- | ----------- | --------- | -------- | ----- |
| Sport Boys            | Perú        | 2005-2007 | 29       | 4     |
| Universitario         | Perú        | 2008      | 0        | 0     |
| Alianza Atlético      | Perú        | 2008      | 8        | 0     |
| Sport Boys            | Perú        | 2009-2010 | 13       | 2     |
| Alianza Lima          | Perú        | 2010-2012 | 15       | 1     |
| Alfonso Ugarte (P)    | Perú        | 2013      | 12       | 1     |
| Ferroviária           | Brasil      | 2014      | 4        | 1     |
| Alianza Universidad   | Perú        | 2014      | 6        | 2     |
| Carlos A. Mannucci    | Perú        | 2015      | 17       | 6     |
| Águila                | El Salvador | 2016      | 7        | 1     |
| Caimanes              | Perú        | 2016      | 6        | 1     |
| Hualgayoc             | Perú        | 2017      | 21       | 10    |
| Unión Huaral          | Perú        | 2018      | 17       | 12    |
| Comerciantes          | Perú        | 2018      | 17       | 5     |
| Santiago Morning      | Chile       | 2019      | 21       | 6     |
| Cienciano             | Perú        | 2020      | 22       | 4     |
| UTC                   | Perú        | 2021      | 17       | 1     |
| Alfonso Ugarte        | Perú        | 2022      | 16       | 2     |
| Unión Huaral          | Perú        | 2022      | 10       | 4     |
| Deportivo Llacuabamba | Perú        | 2023-2024 | 25       | 9     |
| Santos                | Perú        | 2025-act. |          |       |
| Total                 | Total       | Total     | 283      | 72    |

## Palmarés

### Campeonatos nacionales
| Título                        | Equipo        | País | Año    |
| ----------------------------- | ------------- | ---- | ------ |
| Primera División del Perú     | Universitario | Perú | 2008-A |
| Segunda División del Perú     | Sport Boys    | Perú | 2009   |
| Torneo de Promoción y Reserva | Alianza Lima  | Perú | 2011   |

### Distinciones individuales
| Distinción                      | Año  |
| ------------------------------- | ---- |
| Goleador del Torneo de Reservas | 2011 |